# Confédération générale des travailleurs grecs
La GSEE (en grec : ΓΣΕΕ - Γενική Συνομοσπονδία Εργατών Ελλάδος, GSEE - Genikí Synomospondía Ergatón Elládos, « Confédération générale des travailleurs grecs ») est une confédération syndicale grecque fondée en 1918. Il est affilié à la Confédération européenne des syndicats et à la Confédération syndicale internationale.

## Histoire
La GSEE est fondée lors du congrès constitutif du 21 octobre 1918 au Théâtre royal d'Athènes, il réunit 214 syndicats avec 180 délégués représentant 65 000 travailleurs organisés.